# Ремих (кантон)
Ремих (люкс. Réimech, нем. Remich, фр. Remich) — кантон в составе округа Гревенмахер герцогства Люксембург.

## Административное деление

### Коммуны
Округ включает в себя 10 коммун.